# 더글러스 케네디 (작가)
더글러스 케네디(Douglas Kennedy, 1955년 1월 1일 ~)는 미국의 여행기 작가이자 소설가이다. 미국에서 태어났지만 "기만적인 미국의 모습이 싫다"며 영국에서 주로 살고 있다. 세계적으로 유명한 작가이나 특히 유럽, 그 중에서도 프랑스에서 인기를 얻었다.
대표작 《빅 픽쳐(The Big Picture)》, 《템테이션(Temptation)》, 《행복의 추구(The Pursuit of Happiness)》로 널리 알려져 있다.
2009년부터 2012년 12월까지 약 100주 동안 대한민국 국내 베스트셀러 목록에 등재되었다.

## 생애
더글러스 케네디는 1955년 뉴욕 맨해튼에서 상품 중개인과 NBC의 조연출자 사이에서 태어났다. 칼리지어트 스쿨(The Collegiate School)을 졸업했고, 1976년에 보든 칼리지를 우등으로 졸업했다. 트리니티 칼리지 더블린(Trinity College Dublin)에서도 1년 공부했다.
1977년에 그는 더블린으로 돌아와 친구와 함께 영화 회사를 공동관리했다. 후에 그는 '제2의 애비 극장'으로 이야기되는 'The Peacock'에 고용되었으나, 28세에 그만두고 글 쓰는 데에 전념하게 된다. BBC에서 쓴 라디오 대본과 무대극 하나를 쓰고, 그는 방향을 바꾸어 1988년에 이집트에서의 여행기를 담은 첫 책인 'Beyond the Pyramids'를 출판한다. 그 해, 케네디와 부인은 런던으로 가 저널리스트 일을 확장하여 'The Sunday Times', 'The Sunday Telegraph', 'The Listener', 'The New Statesman'를 쓰고 'Esquire', 'GQ' 의 영국판을 편집했다.
더글러스 케네디는 국제적으로 잘 알려진 베스트셀러 작가이며, 그의 10개의 소설은 22개 나라에서 번역되었다. 2011년 11월에 출간된 '모멘트(The Moment)'는 이전 작품 'Leaving the World'처럼 프랑스에서 베스트셀러를 기록했다.

## 수상 및 서훈
- 2006년 프랑스 문예공로훈장 슈발리에(Chevalier)

문예공로훈장 슈발리에는 총 3개등급 중 마지막 세 번째 것이다. 슈발리에를 영어로 직역하면 기사(Knight)가 맞지만, 영국 서훈제도의 기사는 총 5개등급 중 2등급에 상당하는 것이기 때문에 이와 견주는 것은 적절하지 않다. 무엇보다, 프랑스 문예공로훈장은 등급을 불문하고 수훈자에게 별도의 칭호를 부여하지 않는다. 정리하면 이 훈장을 '기사작위' 혹은 '작위'로 칭하는 것은 사실과 어긋난다.
- 2009년 11월 프랑스 『르 피가로』 신문사 그랑프리상(Grand Prix du Figaro)

## 작품

### 소설
- 《빅 픽처(The Big Picture)》
- 《The Dead Heart》
- 《더 잡(The Job)》
- 《행복의 추구(The Pursuit of Happiness)》
- 《템테이션(Temptation)》
- 《위험한 관계(The Special Relationship)》
- 《State of the Union》
- 《파리 5구의 여인(The Woman in Fifth)》
- 《리빙 더 월드(Leaving the World) 》
- 《모멘트(The Moment)》
- 《The Christmas Ring》(전자책,e-short story)
- 《Five days》(2013년 출간)

### 비 소설
- 《Beyond the Pyramids》
- 《In God's Country》

## 영화화된 소설들
더글러스 케네디의 소설은 네 작품이 영화화되었고, 그중 '빅 픽쳐'는 2013년 7월 대한민국에 개봉되었다.

### 자신의 삶을 살고 싶었던 남자(L'homme qui voulait vivre sa vie)
더글러스 케네디의 '빅 픽쳐'는 프랑스 감독 에릭 라르티고에 의해 영화화되었다. 프랑스에서 각색한 영화의 제목은 《자신의 삶을 살고 싶었던 남자L'homme qui voulait vivre sa vie》이며, 이 영화의 주연은 로맹 뒤리스, 마리나 포이스, 카트린 드뇌브, 닐 아레스트뤼프이다. Europa Corp., TF1 Films Production, CiBy 2000 등 3개 영화사가 공동 제작했으며, 그 외 3개의 회사가 참여, 후원했다.
2010년 9월 캐나다 토론토 국제영화제에서 처음 상영되었고, 2010년 11월 3일 벨기에와 프랑스에서 개봉하기 시작하면서 2011년에는 이스라엘, 스페인, 아일랜드, 영국에 보급된다. 미국에서는 2011년 4월 16일 콜코아(COLCOA) 영화제와 2012년 6월 15일 프로빈스타운(Provincetown) 국제 영화제에서 상영되었고, 같은 해 10월 12일 영어판으로 개봉되었다. 현재 3가지 언어(불어, 세르비아어, 영어)로 제작된 상태이다.

### 웰컴 투 우프우프(Welcome to Woop Woop)
1997년 더글러스 케네디의 'Dead Heart'를 원작으로 한 코미디 영화이다. 감독은 스티븐 엘리엇이고, 조나슨 스캐치, 로드 테일러가 주연이다. 영국, 오스트레일리아에서 개봉되었다. 더글러스 케네디의 영화화된 첫 소설 작품이다.

### 파리 5구의 여인
프랑스, 폴란드, 영국에서 2011년 개봉된 스릴러영화다. 파베우 파블리코프스키 감독이며, 에단 호크, 크리스틴 스콧 토머스, 사미르 구에스미, 조안나 쿠릭 주연이다.
2012 씨네큐브 예술영화 프리미어 페스티벌(2012.11.29 ~ 12.5, 서울 광화문 에술영화관 씨네큐브) '미래의 거장을 만나다' 프로그램을 통해 파리 5구의 여인이 2회 상영된 적이 있다.
더잡 The Job
더글라스 케네디의 소설 '더잡' 한국에서 영화화 준비중, '기담'등을 연출한 정식 감독이 연출을 준비 중, 회사의 인수합병과 구조조정에서 퇴출되어 끝없이 추락하는 주인공의 이야기로 한국에 없던 화이트칼라 어드벤처 장르로 2018년 개봉예정이다.